# ケイト・ヒューレット
ケイト・ヒューレット（Katherine Emily "Kate" Hewlett, 1976年12月17日 - ）は、カナダ出身の女優兼シンガーソングライターである。俳優のデヴィッド・ヒューレットは彼女の実兄であり、『スターゲイト アトランティス』で共演している。